# وديمة وحليمة (مسلسل)
وديمة وحليمة مسلسل تلفزيوني كوميدي إماراتي. أنتج عام 2013 من تأليف جاسم الخراز، وإخراج عمر إبراهيم.

## فكرة العمل
تدور أحداث المسلسل في حقبة الثمانينات بين بطلتيه وديمة وحليمة، حيث أن بينهم عداوات، وفي إطار كوميدي تحدث خلافات تافهة بينهم، ليتم الكشف عن المناطق الشعبية وعاداتهم وتقاليدهم.

## الممثلين والشخصيات
- سعاد علي / وديمة بنت عبيد.
- ملاك الخالدي / حليمة الخن.
- مرعي الحليان / فرج الخن (بو سالم).
- أسيل عمران / أسماء بنت وديمة.
- أحمد عبد الرزاق / سليم.
- عائشة عبد الرحمن / حصة.
- عمر الملا / سالم.
- أشجان / شمسه الخن.
- عبد الحميد البلوشي / أبو عبد الله.